# Listă de filme de groază din 1971
Aceasta este o listă de filme de groază din 1971.
| Titlu                                  | Regizor                    | Distribuție                                                        | Țara                                                                               | Note          |
| -------------------------------------- | -------------------------- | ------------------------------------------------------------------ | ---------------------------------------------------------------------------------- | ------------- |
| The Abominable Dr. Phibes              | Robert Fuest               | Vincent Price, Joseph Cotten, Virginia North                       | Regatul Unit al Marii Britanii și al Irlandei de Nord                              | [ 1 ]         |
| Beast of the Yellow Night              | Eddie Romero               | John Ashley                                                        | Filipine · Statele Unite ale Americii                                              | [ 2 ]         |
| The Black Belly of the Tarantula       | Paolo Cavara               | Giancarlo Giannini, Claudine Auger, Barbara Bouchet                | Italia                                                                             | [ 3 ]         |
| Blood and Lace                         | Philip S. Gilbert          | Gloria Grahame, Melody Patterson, Len Lesser                       | Statele Unite ale Americii                                                         | [ 4 ]         |
| Blood from the Mummy's Tomb            | Seth Holt                  | Andrew Keir, Valerie Leon, James Villiers                          | Regatul Unit al Marii Britanii și al Irlandei de Nord                              | [ 5 ]         |
| Blood Thirst                           | Newt Arnold                | Robert Winston, Vic Diaz, Max Roio                                 | Filipine · Statele Unite ale Americii                                              | [ 6 ]         |
| The Brotherhood of Satan               | Bernard McEveety           | Strother Martin, L.Q. Jones, Charles Bateman                       | Statele Unite ale Americii                                                         | [ 7 ]         |
| Burke and Hare                         | Vernon Sewell              | Harry Andrews, Stewart Bevan, Brian Croucher                       | Regatul Unit al Marii Britanii și al Irlandei de Nord                              | [ 8 ]         |
| The Butcher of Binbrook                | Miguel Madrid              | Bill Curran, Beatriz Lacy, Víctor Israel                           | Spania                                                                             | [ 9 ]         |
| Caged Virgins                          | Jean Rollin                | Marie-Pierre Castel, Mireille Dargent, Philippe Gasté              | Franța                                                                             | [ 10 ]        |
| The Corpse Grinders                    | Ted V. Mikels              | Sean Kenney, Monika Kelly, Vincent Barbi                           | Statele Unite ale Americii                                                         | [ 11 ]        |
| Countess Dracula                       | Peter Sasdy                | Ingrid Pitt, Nigel Green, Sandor Elès                              | Regatul Unit al Marii Britanii și al Irlandei de Nord                              | [ 12 ]        |
| Crucible of Terror                     | Ted Hooker                 | Mike Raven, Mary Maude, James Bolam                                | Regatul Unit al Marii Britanii și al Irlandei de Nord                              | [ 13 ]        |
| The Curse of the Vampyr                | José Maria Elorietta       | Beatriz Lacy, Nicholas Ney, Ines Skorpio                           | Spania                                                                             | [ 14 ]        |
| Daughters of Darkness                  | Harry Kümel                | John Karlen, Delphine Seyrig, Danielle Ouimet                      | Belgia · Franța · Germania de Vest                                                 | [ 15 ]        |
| The Devil's Nightmare                  | Jean Brismée               | Erika Blanc, Jean Servais, Jacques Monseau                         | Belgia · Italia                                                                    | [ 16 ]        |
| The Devil's Widow                      | Roddy McDowall             | Ava Gardner, Ian McShane, Richard Wattis                           | Regatul Unit al Marii Britanii și al Irlandei de Nord                              | [ 17 ]        |
| Dracula vs. Frankenstein               | Al Adamson                 | J. Carrol Naish, Lon Chaney Jr., Anthony Eisley                    | Spania · Statele Unite ale Americii                                                | [ 18 ]        |
| Dr. Jekyll and Sister Hyde             | Roy Ward Baker             | Ralph Bates, Martine Beswick, Gerald Sim                           | Regatul Unit al Marii Britanii și al Irlandei de Nord                              | [ 19 ]        |
| Exorcism's Daughter                    | Rafael Moreno Alba         | Analía Gadé, Francisco Rabal, Espartaco Santoni                    | Spania                                                                             | [ 20 ]        |
| Feast of Satan                         | José María Elorrieta       | Krista Nell, Espartaco Santoni, Teresa Gimpera                     | Spania · Italia                                                                    | [ 21 ]        |
| Fright                                 | Peter Collinson            | Ian Bannen, Susan George, Honor Blackman                           | Regatul Unit al Marii Britanii și al Irlandei de Nord                              | [ 22 ]        |
| Hands of the Ripper                    | Peter Sasdy                | Eric Porter, Angharad Rees, Jane Merrow                            | Regatul Unit al Marii Britanii și al Irlandei de Nord                              | [ 23 ]        |
| The Headless Eyes                      | Kent Bateman               | Bo Brundin                                                         | Statele Unite ale Americii                                                         | [ 24 ]        |
| The House That Dripped Blood           | Peter Duffell              | John Bennett, John Bryans, John Malcolm                            | Regatul Unit al Marii Britanii și al Irlandei de Nord                              | [ 25 ]        |
| I Drink Your Blood                     | David E. Durston           | Bhaskar Roy Chowdhury, Jadine Wong, Rhonda Fultz, Maddi Hazlehurst | Statele Unite ale Americii                                                         | [ 26 ]        |
| I, Monster                             | Stephen Weeks              | Christopher Lee, Peter Cushing, Mike Raven                         | Regatul Unit al Marii Britanii și al Irlandei de Nord                              | [ 27 ]        |
| The Incredible 2-Headed Transplant     | Anthony M. Lanza           | Casey Kasem, Pat Priest, Darlene Duralia                           | Statele Unite ale Americii                                                         | [ 28 ]        |
| Isle of the Snake People               | Juan Ibañez, Jack Hill     | Boris Karloff, Yolanda Montes, Julia Marichal                      | Mexic                                                                              | [ 29 ]        |
| Lake of Dracula                        | Michio Yamamoto            | Mori Kishida, Midori Fujita, Osahide Takahashi                     | Japonia                                                                            | [ 30 ]        |
| Let's Scare Jessica to Death           | John D. Hancock            | Zohra Lampert, Barton Heyman, Kevin O'Connor                       | Statele Unite ale Americii                                                         | [ 31 ]        |
| Lust for a Vampire                     | Jimmy Sangster             | Ralph Bates, Barbara Jefford, Suzanna Leigh                        | Regatul Unit al Marii Britanii și al Irlandei de Nord                              | [ 32 ]        |
| The Mad Butcher                        | Guido Zurli                | Victor Buono, Brad Harris, Franca Polesello                        | Italia · Germania de Vest                                                          | [ 33 ]        |
| Mephisto Waltz                         | Paul Wendkos               | Alan Alda, Jacqueline Bisset, Barbara Parkins                      | Statele Unite ale Americii                                                         | [ 34 ]        |
| Murders in the Rue Morgue              | Gordon Hessler             | Jason Robards, Herbert Lom, Christine Kaufmann                     | Statele Unite ale Americii                                                         | [ 35 ]        |
| The Nightcomers                        | Michael Winner             | Marlon Brando, Stephanie Beacham, Thora Hird                       | Statele Unite ale Americii                                                         | [ 36 ]        |
| The Night Evelyn Came Out of the Grave | Emilio Miraglia            | Antonio De Teffè, Marina Malfatti, Erika Blanc                     | Italia                                                                             | [ 37 ]        |
| Night Hair Child                       | James Kelley               | Mark Lester, Britt Ekland, Hardy Krüger                            | Regatul Unit al Marii Britanii și al Irlandei de Nord                              | [ 9 ]         |
| Night of Dark Shadows                  | Dan Curtis                 | David Selby, Grayson Hall, Kate Jackson                            | Statele Unite ale Americii                                                         | [ 9 ]         |
| The Night of the Damned                | Filippo Walter Maria Ratti | Pierre Brice, Patrizia Viotti, Angelo de Leo                       | Italia                                                                             | [ 38 ]        |
| Octaman                                | Harry Essex                | Pier Angeli, Wally Rose, Kerwin Mathews                            | Statele Unite ale Americii                                                         | [ 39 ]        |
| Psychomania                            | Don Sharp                  | Nicky Henson, Mary Larkin, Ann Michelle                            | Regatul Unit al Marii Britanii și al Irlandei de Nord                              | [ 40 ]        |
| Queen Doll                             | Sergio Olhovich            | Ofelia Medina, Enrique Rocha, Helena Rojo                          | Mexic                                                                              | [ 34 ]        |
| Queens of Evil                         | Tonino Cervi               | Haydée Politoff, Raymond Lovelock, Ida Galli                       | Italia · Franța                                                                    | [ 41 ]        |
| A Reflection of Fear                   | William A. Fraker          | Robert Shaw, Sally Kellerman, Mary Ure                             | Statele Unite ale Americii                                                         | [ 42 ]        |
| The Return of Count Yorga              | Bob Kelljan                | Robert Quarry, Mariette Hartley, Roger Perry                       | Statele Unite ale Americii                                                         | [ 43 ]        |
| The Sadist With Red Teeth              | Jean-Louis van Belle       | Albert Simono                                                      | Franța                                                                             | [ 44 ]        |
| Scream of the Demon Lover              | José Luis Merino           | Erna Schürer, Carlos Quiney, Agostina Belli                        | Italia · Spania                                                                    | [ 45 ]        |
| Seven Murders for Scotland Yard        | José Luis Madrid           | Paul Naschy, Patricia Loran, Renzo Marignano                       | Spania · Italia                                                                    | [ 46 ]        |
| Short Night of Glass Dolls             | Aldo Lado                  | Ingrid Thulin, Mario Adorf, Barbara Bach                           | Italia                                                                             | [ 47 ]        |
| She Killed in Ecstasy                  | Jesus Franco               | Soledad Miranda, Fred Williams, Howard Vernon                      | Germania de Vest · Spania                                                          | [ 48 ]        |
| They Have Changed Their Face           | Corrado Farina             | Adolfo Celi, Geraldine Hooper, Giuliano Disperati                  | Italia                                                                             | [ 46 ]        |
| Twins of Evil                          | John Hough                 | Peter Cushing, Harvey Hall, Luan Peters                            | Regatul Unit al Marii Britanii și al Irlandei de Nord                              | [ 49 ]        |
| Twitch of the Death Nerve              | Mario Bava                 | Claudine Auger, Luigi Pistilli, Claudio Camaso                     | Italia                                                                             | [ 50 ]        |
| The Vampire Happening                  | Freddie Francis            | Pia Degermark, Thomas Hunter, Yvor Murillo                         | Germania de Vest                                                                   | [ 51 ]        |
| Vampyros Lesbos                        | Jesus Franco               | Ewa Strömberg, Soledad Miranda, Andrés Monales                     | Germania de Vest · Spania                                                          | [ 52 ]        |
| The Velvet Vampire                     | Stephanie Rothman          | Celeste Yarnall, Michael Blodgett, Sherry Miles                    | Statele Unite ale Americii                                                         | [ 53 ]        |
| Venom                                  | Peter Sykes                | Simon Brent, Neda Arnerić, Derek Newar                             | Statele Unite ale Americii                                                         | [ 53 ]        |
| Virgin Witch                           | Ray Austin                 | Ann Michelle, Vicki Michelle                                       | Franța                                                                             | [ 54 ] [ 55 ] |
| Web of the Spider                      | Antonio Margheriti         | Anthony Franciosa, Michèle Mercier, Klaus Kinski                   | Italia · Germania de Vest · Franța                                                 | [ 56 ]        |
| Werewolves on Wheels                   | Michel Levesque            | Stephen Oliver, D. J. Anderson, Gene Shane                         | Statele Unite ale Americii                                                         | [ 57 ]        |
| What's the Matter with Helen?          | Curtis Harrington          | Debbie Reynolds, Shelley Winters, Dennis Weaver                    | Statele Unite ale Americii                                                         | [ 58 ]        |
| Whoever Slew Auntie Roo?               | Curtis Harrington          | Shelley Winters, Mark Lester, Ralph Richardson                     | Regatul Unit al Marii Britanii și al Irlandei de Nord · Statele Unite ale Americii | [ 59 ]        |
| Willard                                | Daniel Mann                | Bruce Davison, Ernest Borgnine, Elsa Lanchester                    | Statele Unite ale Americii                                                         | [ 60 ]        |